# Airport Surveillance Radar

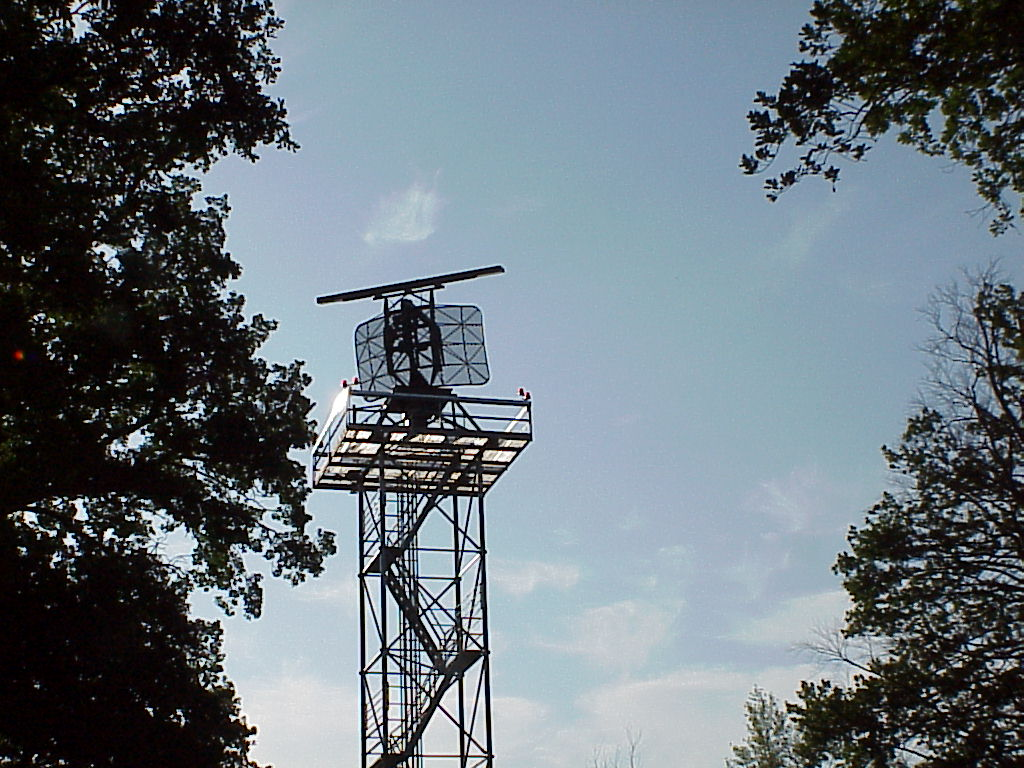
ASR-910 mit Hogtrough-SSR Antenne oberhalb d PSR-Parabol-Antennenspiegels am Flugplatz Neubrandenburg/M.-V.

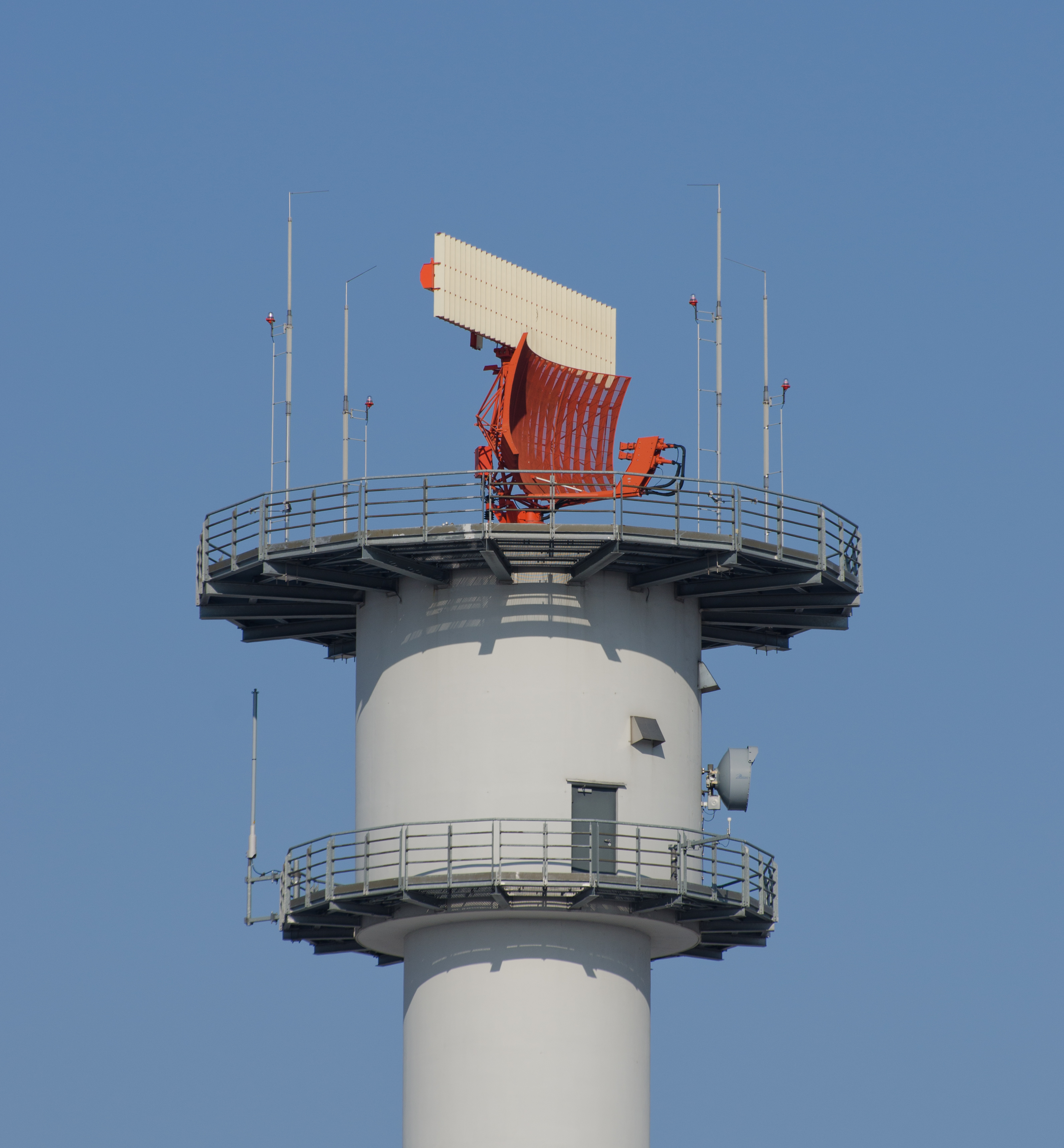
ASR mit LVA SSR Antennen Array oberhalb des PSR-Parabol-Antennenspiegels am Flughafen Frankfurt

Airport Surveillance Radar oder auch Aerodrome Surveillance Radar (ASR), deutsch Flughafen-Überwachungs-Radar oder Anflugradar, ist ein Flugsicherungsradar zur Luftraumüberwachung im Bereich von Flugplätzen von bis zu 60 NM (111 km) Entfernung. Zum Vergleich, Mittelbereichsradare vom Typ SRE-M haben bis über 200 NM (370 km) Reichweite. 
ASR-Radaranlagen werden von Fluglotsen bei der Flugverkehrskontrolle (engl. Air Traffic Control, ATC) zur Kontrolle von An- und Abflug, sowie anderer Flugbewegungen rund um einen Flugplatz genutzt. 
ASR Primärradare (engl. Primary Surveillance Radar, PSR) bestanden ursprünglich nur aus einem PSR-Sensor, jedoch wurde mit der Einführung von SSR (Secondary Surveillance Radar, dt. Sekundärradar) und der militärischen Variante IFF (Identification Friend or Foe) der PSR-Sensor-Teil um einen SSR- oder IFF-Interrogator (dt. Abfrager) ergänzt. 
In Deutschland werden von der zivilen und militärischen Flugsicherung nur Kombinationen aus einem PSR- und einem SSR-Radar betrieben. Ein SSR-Interrogator erlaubt wie ein PSR-Sensor die Erfassung der Entfernung und des Azimuts eines mit einem Transponder ausgerüsteten Luftfahrzeug bezogen auf den Standort Interrogator Standort. Zusätzlich liefert die Abfrage des Transponders im Luftfahrzeug die am Transponders bei SSR Mode A eingestellten Kennung und der barometrischen Höhe des Luftfahrzeuges. 
Bei Mode S-fähigen Interrogatoren und Transpondern kann eine selektive Abfrage der Luftfahrzeuge unter Nutzung der eindeutigen den Luftfahrzeugen zugeteilten 24-Bit-Adresse erfolgen und es steht optional auch ein Data-Link zur Verfügung. 
Die technischen Parameter des PSR-Teils von ASR-Sensoren variieren mit den Anforderungen die an den PSR-Sensor gestellt wurden, z. B. maximaler Erfassungsbereich in Azimut, Elevation und Höhe, die minimal zu erfassende Zielgröße (RCS, Radar Cross Section), Ziel-Auflösung in Azimut und Elevation, oder geforderte Zielbestätigungsrate. Je nach Anforderungen variieren daher, z. B. Pulsebreite (engl. Pulse Width, abgekürzt Pw), Antennen-Gewinn und -Diagramm in Azimut und Elevation, Puls-Wiederholrate (engl. Pulse Repetition Frequency, PRF), Drehzahl der Antenne (engl. Revolutions Per Minute, RPM). (Einen Überblick der von der amerikanischen Federal Aviation Administration spezifizierten Anforderungen an Airport Surveillance Radare wurde 1979 in einem Report dokumentiert.)
Die meisten PSR-Sensoren der ASR-Radare nutzen das S-Band. In Deutschland werden alle ASR-Radare im Teilbereich des S-Bands zwischen 2,7 GHz bis 2,9 GHz betrieben. PSR-Sensoren von Mittelbereichsanlagen, die das L-Band (1215 MHz bis 1400 MHz) nutzen, wie die SREM-5 von AEG-Telefunken, können auch als ASR genutzt werden. Im Gegensatz zur Nutzung einer solchen Anlage als Mittelbereichsanlage mit bis zu über 200 NM Reichweite, wird dabei die Erfassungsreichweite reduziert. Ferner wird die Antennendrehzahl und die PRF erhöht, um eine zu typischen ASR-Radaren vergleichbare Zielerneuerungsrate zu erhalten. Die Puls-Spitzen-Senderausgangsleistung liegt bei kurzen Pulsen mit circa 1 µs Pulsbreite bei bis über 1 MW (Megawatt). Der Antennengewinn liegt bei um 36 dBi.
Die SSR-Interrogatoren von ASR-Radaren können dabei entweder die Parabol-Antenne der PSR-Anlage als Reflektor mit nutzen oder ein separates SSR-Antennen-Array oberhalb des PSR-Spiegels.
Die SSR-Antennenarrays bestehen dabei entweder aus vielen einzelnen Antennen die horizontal nebeneinander angeordnet sind oder aus vielen Large Vertical Array- Antennenarrays (LVA) die aus vielen vertikal übereinander angeordneten Antennen bestehen die wiederum horizontal nebeneinander zu einem horizontalen Antennenarray zusammengeschaltet sind.
Der Nachteil der Nutzung vieler einzelner horizontal angeordneter Antennen (z. B. Hornstrahler oder LPD-Antennen) liegt darin, das diese bezogen auf die horizontale Ebene der Antenne ein symmetrisches vertikales Antennen-Diagramm aufweisen (wegen ihrer "Schweinetrog"-Form auch „Hogtrough“-Balkenantenne genannt, s. ARS-910 Abbildung). Daher werden anders als bei der PSR-Antenne mit einem cosec²-förmigen Antennendiagramm, wodurch diese Parabolantennen unterhalb der horizontalen Ebene kaum Gewinn haben, das SSR "Hogtrough"-Balkenantennen auch Signale unterhalb der horizontalen Ebene abstrahlen und empfangen.
Um ähnlich zu PSR-Antennen ein cosec²-Diagramm ohne großen Gewinn unterhalb der horizontale Ebene der Antenne zu erhalten, kann der Parabol-Spiegel von ASR-Anlagen im S-Band auch als Reflektor verwendet. Hierzu werden Dipol-Strahler als Erreger für die SSR-Komponente links und rechts der PSR-Horn-Feeder des PSR-Teils platziert.

Die derzeitigen SSR-Antennen bestehen aus der horizontalen Zusammenschaltung von vielen vertikalen  LVA Antennenarrays. LVA-Antennenarrays bestehen aus vielen einzelnen vertikalen Antennen die über Amplituden- und Phasen-Ansteuerung den Gewinn  des Antennendiagramms unterhalb der horizontalen Ebene der Antenne minimieren und sind ähnlich den meisten derzeit bei DME/N und TACAN Transponder verwendeten vertikalen Antennenarrays. 

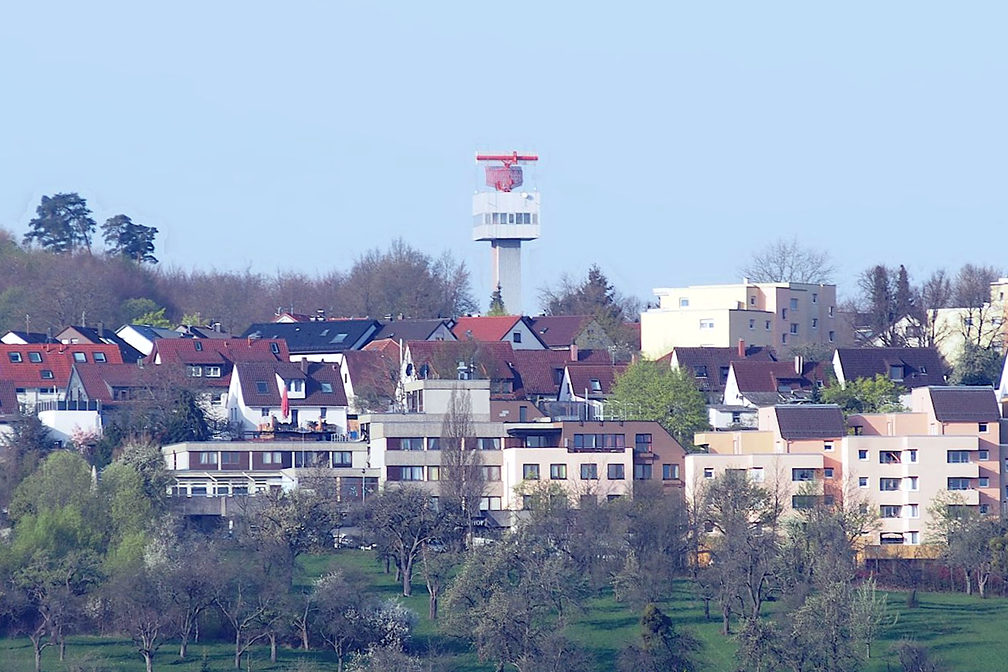
ASR mit SSR-Antennen (LVA-Array) oberhalb des PSR-Parabolspiegels für den Flughafen Stuttgart in Stetten auf den Fildern

Eine wichtige Eigenschaft jedes PSR- und des SSR-Teils einer ASR Anlage ist die Redundanz fast aller Systeme, mit Ausnahme der Antenne und der Hohlleiter-Drehkupplung, um bei einem technischen Ausfall oder Defekt einen unterbrechungsfreien Betrieb zu ermöglichen.

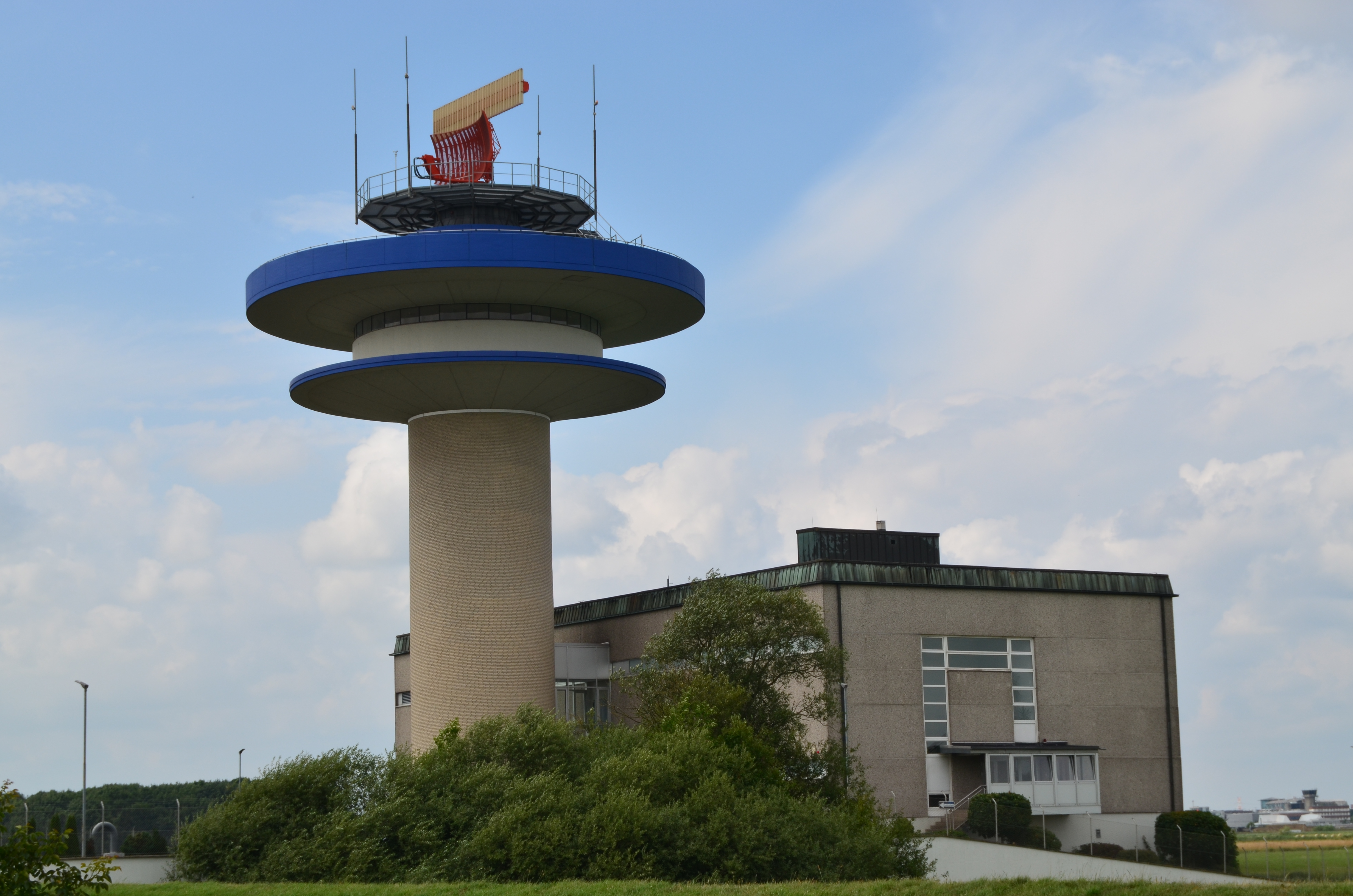
ASR mit SSR-Antennen (LVA-Array) oberhalb des PSR-Parabolspiegels am Flughafen Bremen

Neuere ASR-Empfänger besitzen i. d. Regel eine weitestgehend Digitale Signalverarbeitung das die Weiterleitung der Radar-Daten über ein digitales Radar-Netzwerk an die Flugverkehrskontrolle (Tower_(Luftfahrt) bzw. Area Control Centre) ermöglicht.
Zusätzlich kann die PSR-Komponente von ASR-Anlagen auch optional mit einem zusätzlichen Wetter-Empfänger ausgerüstet sein, der ausschließlich zur Generierung von Wetter-Informationen aus den Radar-Echos an Wassertropfen im Erfassungsbereich der ASR dient.